# Pont-d’Ain
Pont-d’Ain – miejscowość i gmina we Francji, w regionie Owernia-Rodan-Alpy, w departamencie Ain.

## Demografia
Według danych na styczeń 2012 roku gminę zamieszkiwały 2722 osoby, a gęstość zaludnienia wynosiła 242,6 osób/km².

## Galeria

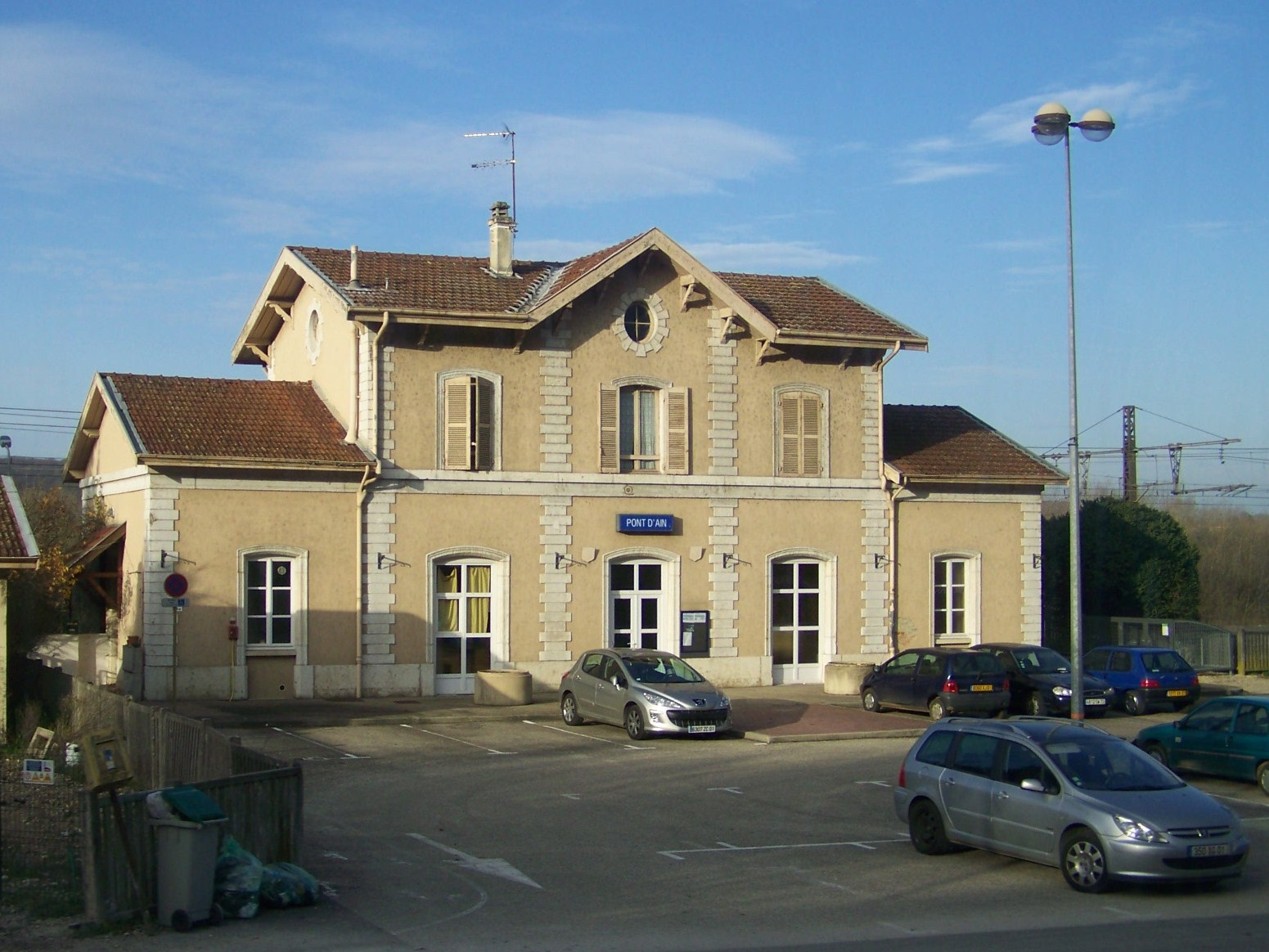
Dworzec kolejowy (2009 r.)
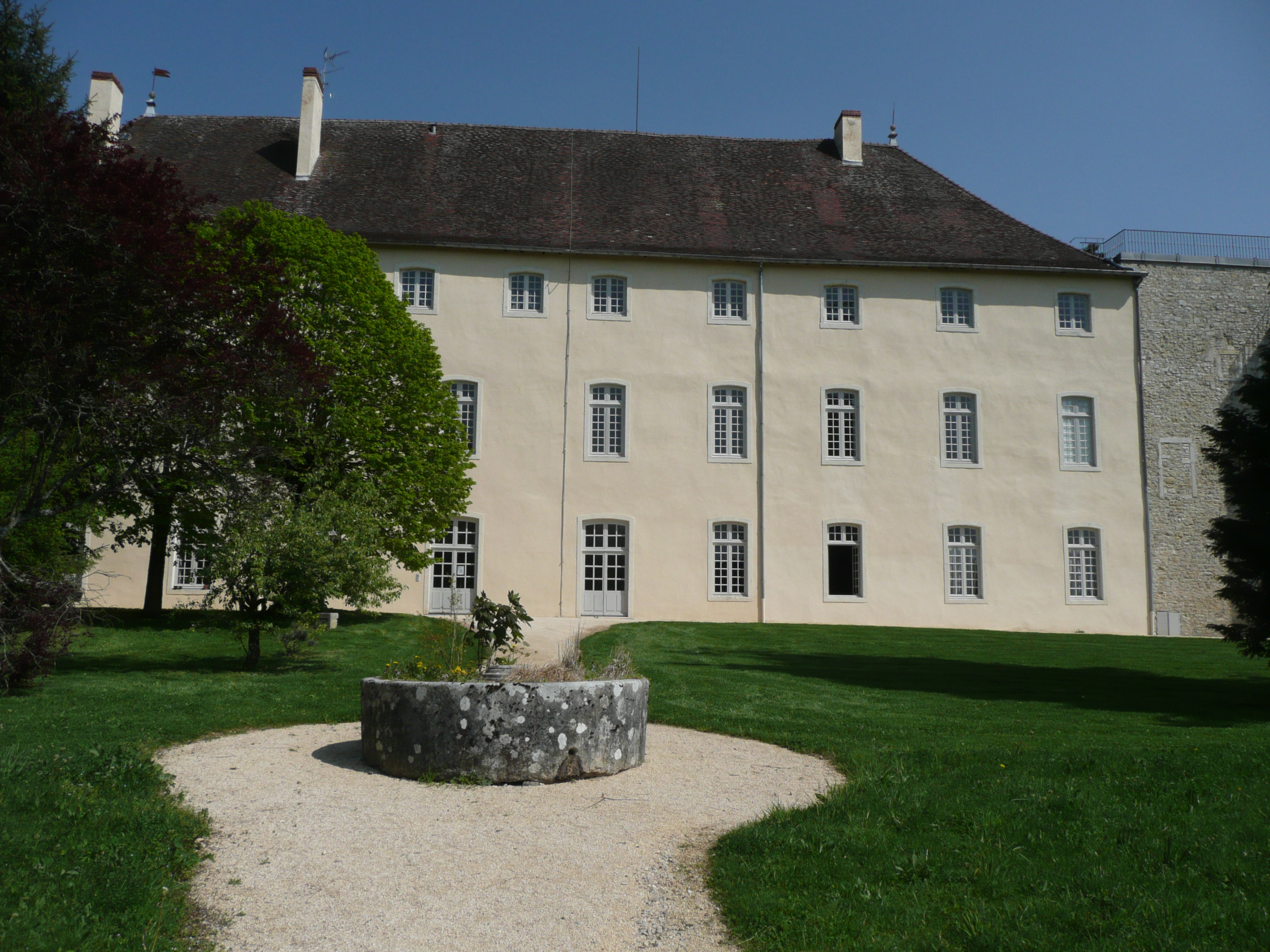
Zamek (2009 r.)